# Carolin Sophie Göbel

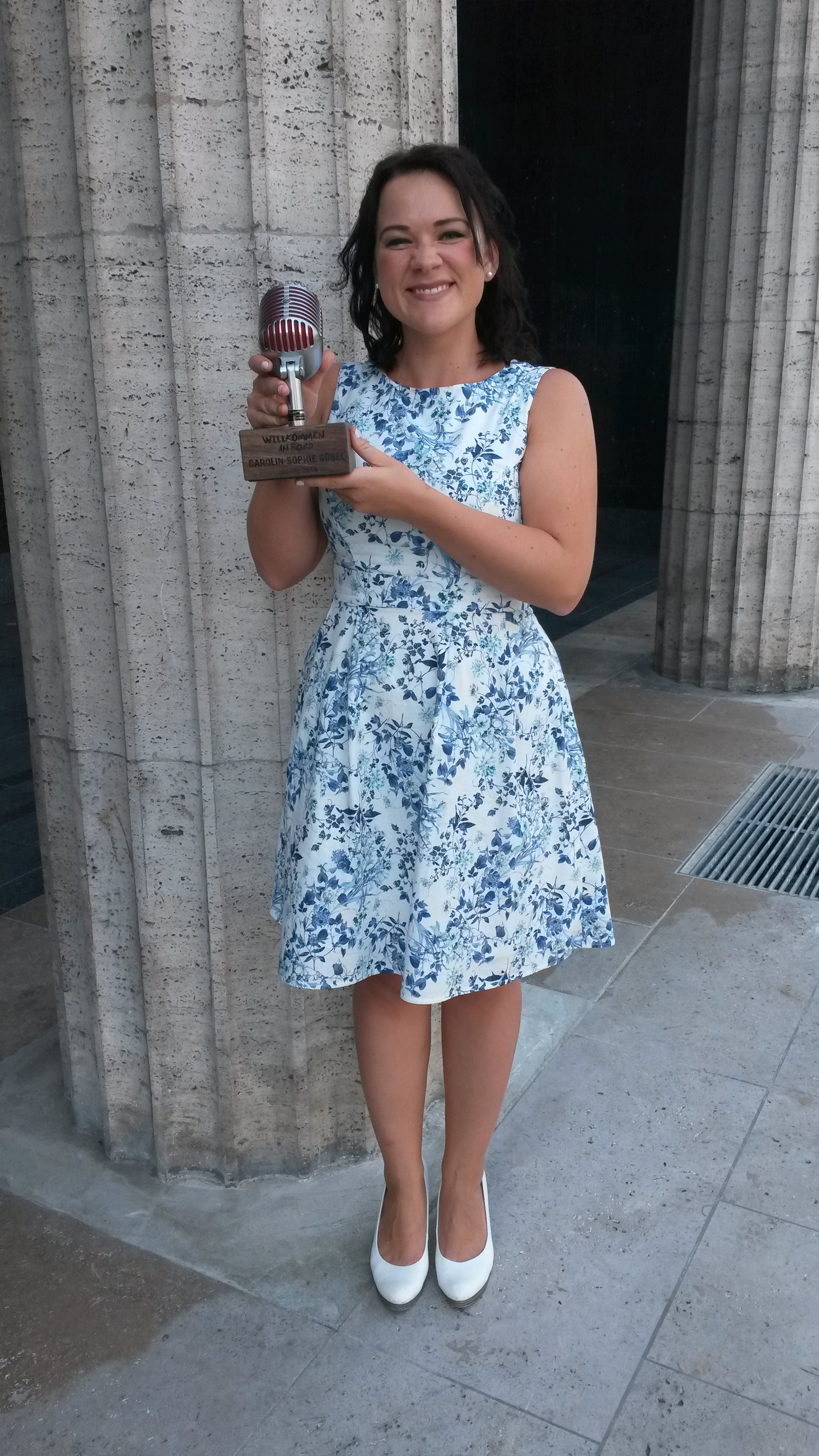
Carolin Sophie Göbel 2016 in Berlin als Gewinnerin des Hörbuch-Nachwuchssprecher-Preises von Audible

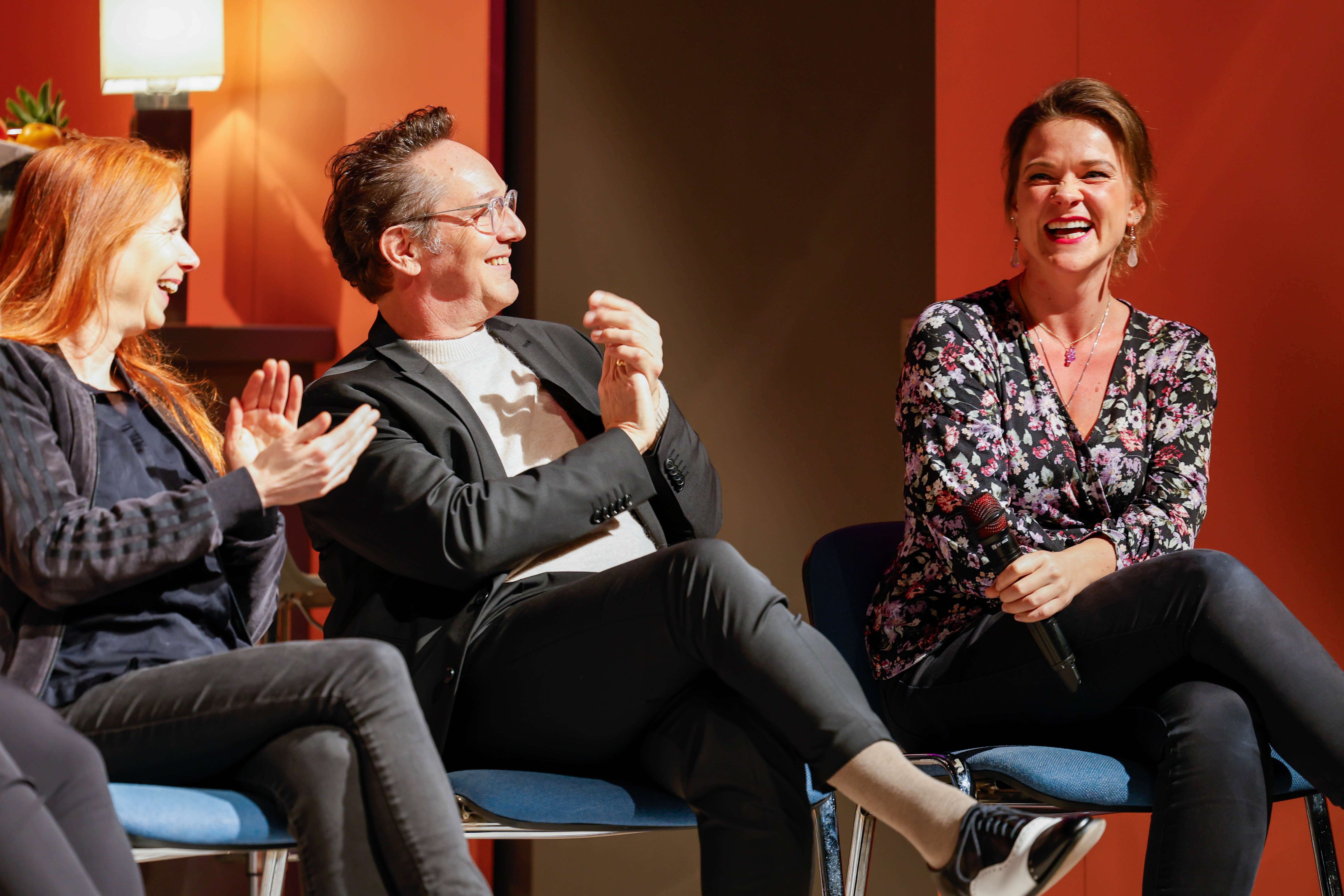
Sophie Göbel (rechts) Schlosspark Theater 2024

Carolin Sophie Göbel (* 12. Februar 1989 in Koblenz) ist eine deutsche Schauspielerin und Synchronsprecherin.

## Leben
Carolin Sophie Göbel wuchs im Westerwald auf und besuchte ab dem 17. Lebensjahr die Akademie für Darstellende Kunst in Montabaur in Rheinland-Pfalz, die sie drei Jahre später mit dem Schauspiel-Diplom abschloss. Erste Theater-Engagements führten sie nach Stuttgart, Koblenz, Leipzig, Gotha und Frankfurt. Sie spielte am Grenzlandtheater Aachen, bei den Festspielen Heppenheim und den Brüder Grimm Festspielen Hanau.
Sie drehte u. a. für Aktenzeichen XY, Der Pass und ist in Die Kaiserin auch als Tänzerin zu sehen.
Mit ihrem Kollegen Patrick Dollmann schrieb sie die Komödie 2 Zimmer, Küche...Bombe, mit der die beiden von 2019 bis 2021 an unterschiedlichen Theaterbühnen in Deutschland gastierten.
Göbel ist neben dem Schauspiel auch als Sprecherin tätig und wirkte als Synchronsprecherin in über 450 Filmen mit. Sie lieh ihre Stimme unter anderem den Schauspielerinnen Olivia Wilde, Mischa Barton, Mia Wasikowska, Amber Tamblyn, Erika Christensen und Evan Rachel Wood. Außerdem synchronisierte sie durchgehend Janet Fielding als Tegan in „Doctor Who“. 2022 übernahm sie die Synchronrolle Kim in Wunderbare Jahre ab der neunten Folge. Im Bridgerton-Spin-Off Queen Charlotte lieh sie der jungen Königin Charlotte ihre Stimme.
Des Weiteren spricht sie regelmäßig für die Augsburger Puppenkiste, 3sat und das ZDF sowie diverse Hörbücher. 2016 wurde sie dafür von Audible mit dem Hörbuch-Nachwuchssprecher-Preis ausgezeichnet.
2023 erhielt sie für ihre Rolle der Dorine in Tartuffe den 2. Platz des Publikumspreises der Brüder Grimm Festspiele in Hanau.
Carolin Sophie Göbel lebt in München.

## Theaterrollen
- 2009: Disco Pigs von Enda Walsh / R: Runt / Regie: André Wittlich (Kulturfabrik Koblenz)
- 2009: Ein Sommernachtstraum von Shakespeare / R: Hermia / Regie: Ron-Dirk Entleutner (Parkbühne Leipzig)
- 2010: Windspiel von Alfonso Paso / R: Margarita / Regie: Elektra J. Tiziani (Akademie-Theater Rheinland-Pfalz)
- 2011: Der Spieler von Dostojewski / R: Polina / Regie: Vladislav Grakovskiy (Theater am Olgaeck, Stuttgart)
- 2011: Der Lügner von Carlo Goldoni / R: Beatrice / Regie: Carola Moritz (Ekhof-Theater Gotha)
- 2011: Das Dschungelbuch von Rudyard Kipling / R: Schlange Kaa / Regie: Marcel Schilb (Katakombe Frankfurt)
- 2011: Kabale und Liebe von Schiller / R: Luise / Regie: Ingrid Sehorsch (Theater Konradhaus Koblenz)
- 2012: Irrungen Wirrungen nach Fontane / R: Lene / Regie: Carola Moritz (Katakombe Frankfurt)
- 2012: Jim Knopf und die Wilde 13 von Michael Ende / R: Frau Waas / Regie: Carola Moritz (Katakombe Frankfurt)
- 2013: Leonce und Lena von Georg Büchner / R: Lena / Regie: Carola Moritz (Katakombe Frankfurt)
- 2014: Die Auswerterin: Das Ende von Auschwitz von Lyck / R: Emily Brown / Regie: Sascha Weipert (Gallus Theater Frankfurt)
- 2014: Der Dieb von Bagdad von Alexander Korda / R: Silbermaid / Regie: Sascha Weipert (Internationales Theater Frankfurt)
- 2014: Ein Leck im Schweigen von Roel Adam / R: das Mädchen / Regie: Alexander Bußmann (Katakombe Frankfurt)
- 2014: Der Sandmann von E.T.A. Hoffmann / R: Clara / Regie: Carola Moritz (Katakombe Frankfurt)
- 2015: Euryanthe von Carl Maria von Weber / R: Eva / Regie: Johannes Erath (Oper Frankfurt)
- 2015: Auf und Davon von Peter Yeldham / R: Zimmermädchen / Regie: Martin Böhnlein (Festspiele Heppenheim)
- 2016: Die goldene Gans nach Grimm / R: Wirtstochter / Regie:Dennis Krauß (Brüder Grimm Festspiele Hanau)
- 2016: Was ihr wollt von Shakespeare / R: Maria / Regie: Frank-Lorenz Engel (Brüder Grimm Festspiele Hanau)
- 2017: Frau Holle nach Grimm / R: Phosphora der Sommer / Regie: Laura u. Tobias Goldfarb (Brüder Grimm Festspiele Hanau)
- 2017: Faust I von Goethe / R: Die Hexe, Lieschen / Regie: Frank-Lorenz Engel (Brüder Grimm Festspiele Hanau)
- 2017: Kohlhaas nach Kleist / R: alle Rollen außer Kohlhaas / Regie: Patrick Dollmann (Grenzlandtheater Aachen)
- 2018: Titanic von Tobias Krechel / R: Elli (Kulturfabrik Koblenz)
- 2018: Die Prinzessin auf der Erbse nach Grimm / R: Odette van Dussel, Königin Amalia Regie: Jan Radermacher (Brüder Grimm Festspiele Hanau)
- 2018: Der Froschkönig nach Grimm / R: Prinzessin Alva / Regie: Adisat Semenitsch (Brüder Grimm Festspiele Hanau)
- 2019: Maria Stuart von Friedrich Schiller / R: Margareta Kurl / Regie: Frank Lorenz Engel (Brüder Grimm Festspiele Hanau)
- 2019: Schneewittchen nach Grimm / R: böse Königin / Regie: Lajos Wenzel (Brüder Grimm Festspiele Hanau)
- 2019: 2 Zimmer, Küche...Bombe von Patrick Dollmann und Carolin Sophie Göbel / R: Marie / Regie: André Wittlich (Hofspielhaus München)
- 2022: Cavalluna Winterwünscheland / R: Fee Shana / Regie: Klaus Hillebrecht (Showpalast München)
- 2023: Hase und Igel / R: Adelheid Schnatter / Regie: Jan Radermacher (Brüder Grimm Festspiele Hanau)
- 2023: Tartuffe / R: Dorine / Regie: Frank-Lorenz Engel (Brüder Grimm Festspiele Hanau)

## Filmografie
- 2009: Der böse Onkel, Regie: Urs Odermatt
- 2010: Mist und Sonne, Regie: Vera Janev
- 2011: Das Geheimnis der Rosenlinie, Regie: Wilfried Esch
- 2011: ...wir., Regie: Patrick Dollmann
- 2015: Waschtag, Regie: Patrick Dollmann
- 2016: Unstillbar, Regie: Manuel Mousiol
- 2016: Lufthansa, Regie: Jerry van den Berg
- 2016: Die Weihnachtsgeschichte, Regie: Klaus Marschall
- 2018: Der Pass, Regie: Cyrill Boss, Philipp Stennert
- 2019: Gesalbte, Regie: Ansgar Beck
- 2019: War is coming, Regie: Stuart McSpadden
- 2019: Aktenzeichen XY … ungelöst, Regie: Robert Sigl
- 2020: Aktenzeichen XY … ungelöst, Regie: Thomas Pauli
- 2020: Sag mir wie der Parmiggiano fliegt, Regie: Adam Beyer
- 2020: Zwei Außenseiter, Regie: Meret Kienast
- 2021: Die Kaiserin, Regie: Katrin Gebbe, Florian Cossen
- 2022: Aktenzeichen XY … ungelöst, Regie: Thomas Pauli
- 2024: Lena Lorenz: Flaschenkind, Regie: Karola Meeder

## Hörspiele (Auswahl)
- 2022: Francis Durbridge: Paul Temple und der Fall Valentine (Daisy) – Komposition und Regie: Antonio Fernandes Lopes (Original-Hörspiel – HNYWOOD)
- 2022: Francis Durbridge: Paul Temple und der Fall Westfield (Katherine Davis) – Komposition und Regie: Antonio Fernandes Lopes (Original-Hörspiel – HNYWOOD)

## Hörbücher (Auswahl)
- Franz oder gar nicht von Nikola Hotel
- Der Tod der blauen Blume von Roxann Hill
- Wenn du mich sehen könntest von Jessica Winter
- Tage zum Sternepflücken von Kyra Groh
- All dein Schweigen von Laura Mercuri; Übers. Felix Mayer
- Das Gold der Fugger von Peter Dempf
- Der zauberhafte Eisladen von Heike Eva Schmidt
- Fliedertraum (Zauber der Elemente) von Daphne Unruh
- Someone new von Laura Kneidl
- PARTEM – Wie die Liebe so kalt von Stefanie Neeb
- Midnight Cronicles – Schattenblick von Laura Kneidl und Bianca Iosivoni
- Midnight Cronicles – Dunkelsplitter von Laura Kneidl und Bianca Iosivoni
- Midnight Cronicles – Todeshauch von Laura Kneidl und Bianca Iosivoni
- Die Wunderfabrik 1-3 von Stefanie Gerstenberger
- Was perfekt war von Colleen Hoover
- Kingdom of Wicked – Der Fürst des Zorns von Kerri Maniscalco
- Kingdom of Wicked – Die Königin der Hölle von Kerri Maniscalco
- Kingdom of the Wicked – Die Göttin der Rache von Kerri Maniscalco
- Throne of the Fallen - Kerri Maniscalco
- Alles was ich in dir sehe von Kyra Groh

## Synchronrollen (Auswahl)
Serien
- 2022: Queen Charlotte: Eine Bridgerton-Geschichte – als Königin Charlotte
- 2015–2016: Assassination Classroom – als Rio Nakamura (Manami Numakura)
- 2020–2025: Jessie Ennis als Jo in Mythic Quest: Raven’s Banquet
- 2022: Laura Kariuki als Kim in Wunderbare Jahre (ab Folge 9)
- Doctor Who als Tegan Jovanka (Janet Fielding) Staffel 19–21

## Auszeichnungen
- 2023: Publikumspreis 2. Platz Brüder Grimm Festspiele Hanau
- 2016: Hörbuch-Nachwuchssprecherpreis; verliehen von „Audible“